# Катерина Неміч
Катерина Неміч (3 січня 1995) — казахська синхронна плавчиня.
Учасниця Олімпійських Ігор 2016, 2020 років.